# سیرابیج
سیرابیج یا سیرواویج یکی از غذاهای محلی استان گیلان است که با برگ تازه سیر خردشده درست می‌شود. به این ترتیب که برگ سیر را به‌طور یکنواخت با چاقو خرد می‌کنند و در تابه می‌ریزند و با روغن کمی سرخ می‌کنند. سپس به آن چند عدد تخم مرغ و کمی ادویه (شامل نمک، فلفل و زردچوبه) اضافه می‌کنند و هم می‌زنند.
گاهی همراه با برگ سیر از سبزی محلی گیجاواش و در صورتی که دسترسی به آن نباشد از سبزی تره استفاده می‌شود.
سیرواویج را عموماً همراه کته می‌خورند.
بوته سیر در نواحی مختلف گیلان کاشته می‌شود و برگ‌های سبز آنچه به‌صورت یکجا (با سیر تازه) و چه به‌صورت جداگانه در بازار عرضه می‌شود؛ به‌ویژه در فصل بهار که برگ سیر هم تازه و هم خوش‌عطر است. از برگ سیر علاوه بر سیرابیج در تهیه خورش سیرقلیه نیز استفاده می‌شود.